# Obtusicauda filifoliae
Obtusicauda filifoliae är en insektsart som först beskrevs av David D. Gillette och Palmer 1928.  Obtusicauda filifoliae ingår i släktet Obtusicauda och familjen långrörsbladlöss. Inga underarter finns listade i Catalogue of Life.